# Scaeothyris pseusta
Scaeothyris pseusta är en fjärilsart som beskrevs av Diakonoff 1967. Scaeothyris pseusta ingår i släktet Scaeothyris och familjen fransmalar. Inga underarter finns listade i Catalogue of Life.